# Challenger de Belgrado
El Gemax Open es un torneo profesional de tenis. Pertenece al ATP Challenger Series dentro de la categoría Tretorn SERIE+. Se juega desde el año 2002 sobre pistas duras bajo techo (indoor), en Belgrado, Serbia.

## Palmarés

### Individual masculino
| Año       | Campeón                 | Finalista          | Resultado        |
| --------- | ----------------------- | ------------------ | ---------------- |
| 2021      | Roberto Carballés Baena | Damir Džumhur      | 6–4, 7–5         |
| 2011–2020 | No se disputó           | No se disputó      | No se disputó    |
| 2010      | Karol Beck              | Ilija Bozoljac     | 7–5, 7–6(4)      |
| 2009      | Viktor Troicki          | Dominik Hrbatý     | 6–4, 6–2         |
| 2008      | Roko Karanušić          | Philipp Petzschner | 5–7, 6–1, 7–6(5) |
| 2007      | No se disputó           | No se disputó      | No se disputó    |
| 2006      | Janko Tipsarević        | Tomáš Cakl         | 6–4, 4–1 retiro  |
| 2005      | Dick Norman             | Jeroen Masson      | 6–2, 6–3         |
| 2004      | Nenad Zimonjić          | Marco Chiudinelli  | 2–6, 7–6(3) 6–4  |
| 2003      | Dennis van Scheppingen  | Markus Hantschk    | 7–5, 6–3         |
| 2002      | Mario Ančić             | Nenad Zimonjić     | 6–2, 6–3         |

### Individual femeninos
| Año  | Campeona         | Finalista   | Resultado |
| ---- | ---------------- | ----------- | --------- |
| 2021 | Anna Schmiedlová | Arantxa Rus | 6–3, 6–3  |

### Dobles masculino
| Año       | Campeones                              | Finalistas                         | Resultado      |
| --------- | -------------------------------------- | ---------------------------------- | -------------- |
| 2021      | Guillermo Durán Andrés Molteni         | Tomislav Brkić Nikola Ćaćić        | 6–4, 6–4       |
| 2011–2020 | No se disputó                          | No se disputó                      | No se disputó  |
| 2010      | Ilija Bozoljac Jamie Delgado           | Dustin Brown Martin Slanar         | 6–3, 6–3       |
| 2009      | Michael Kohlmann Philipp Marx          | Aisam-ul-Haq Qureshi Lovro Zovko   | 3–6, 6–2, 10–8 |
| 2008      | Flavio Cipolla Konstantinos Economidis | Alessandro Motti Filip Polášek     | 4–6, 6–2, 10-8 |
| 2007      | No se disputó                          | No se disputó                      | No se disputó  |
| 2006      | Michael Kohlmann Alexander Waske       | Ivo Minář Jan Minář                | 7–6(3), 6–3    |
| 2005      | Igor Kunitsyn Orest Tereshchuk         | Lukáš Dlouhý Jan Vacek             | walkover       |
| 2004      | Branislav Sekáč Orest Tereshchuk       | Darko Madjarovski Janko Tipsarević | 6–3, 6–4       |
| 2003      | Ilija Bozoljac Nenad Zimonjić          | Darko Madjarovski Janko Tipsarević | 6–1, 6–4       |
| 2002      | Dušan Vemić Lovro Zovko                | Jaroslav Levinský Tomáš Zíb        | walkover       |

### Dobles femenino
| Año  | Campeonas                        | Finalistas                     | Resultado |
| ---- | -------------------------------- | ------------------------------ | --------- |
| 2021 | Olga Govortsova Lidziya Marozava | Alena Fomina Ekaterina Yashina | 6–2, 6–2  |